# Twentieth Air Force

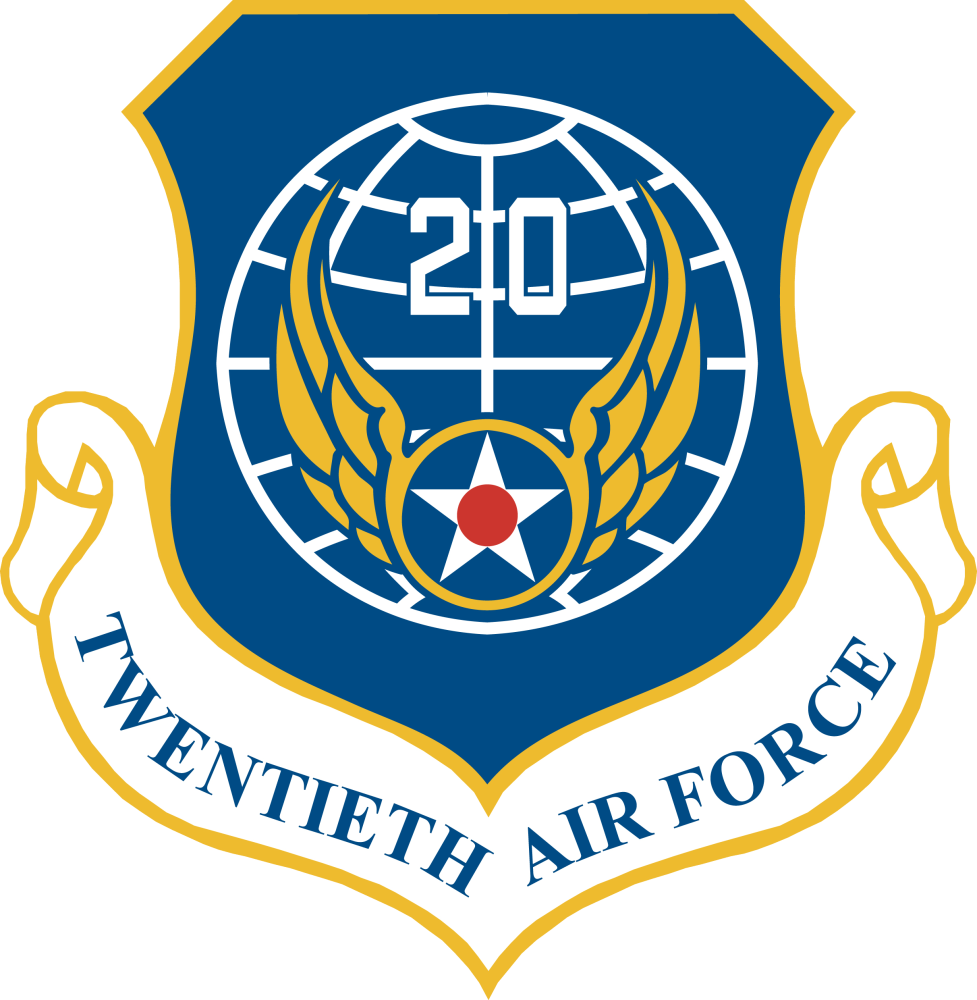
Insigne de la 20th USAAF

La 20th USAAF est une force aérienne de l'USAAF créé en 1944 pendant la Seconde Guerre mondiale. La 20th Air Force, sous l'USAF, a participé à la guerre de Corée avant d'être dissoute en 1955 puis a été recréée en 1991 pour être responsable des ICBM (missiles balistiques intercontinentaux) des forces nucléaires des États-Unis. Depuis 2009, elle est passée sous le commandement du Global Strike Command.

## Ses missions

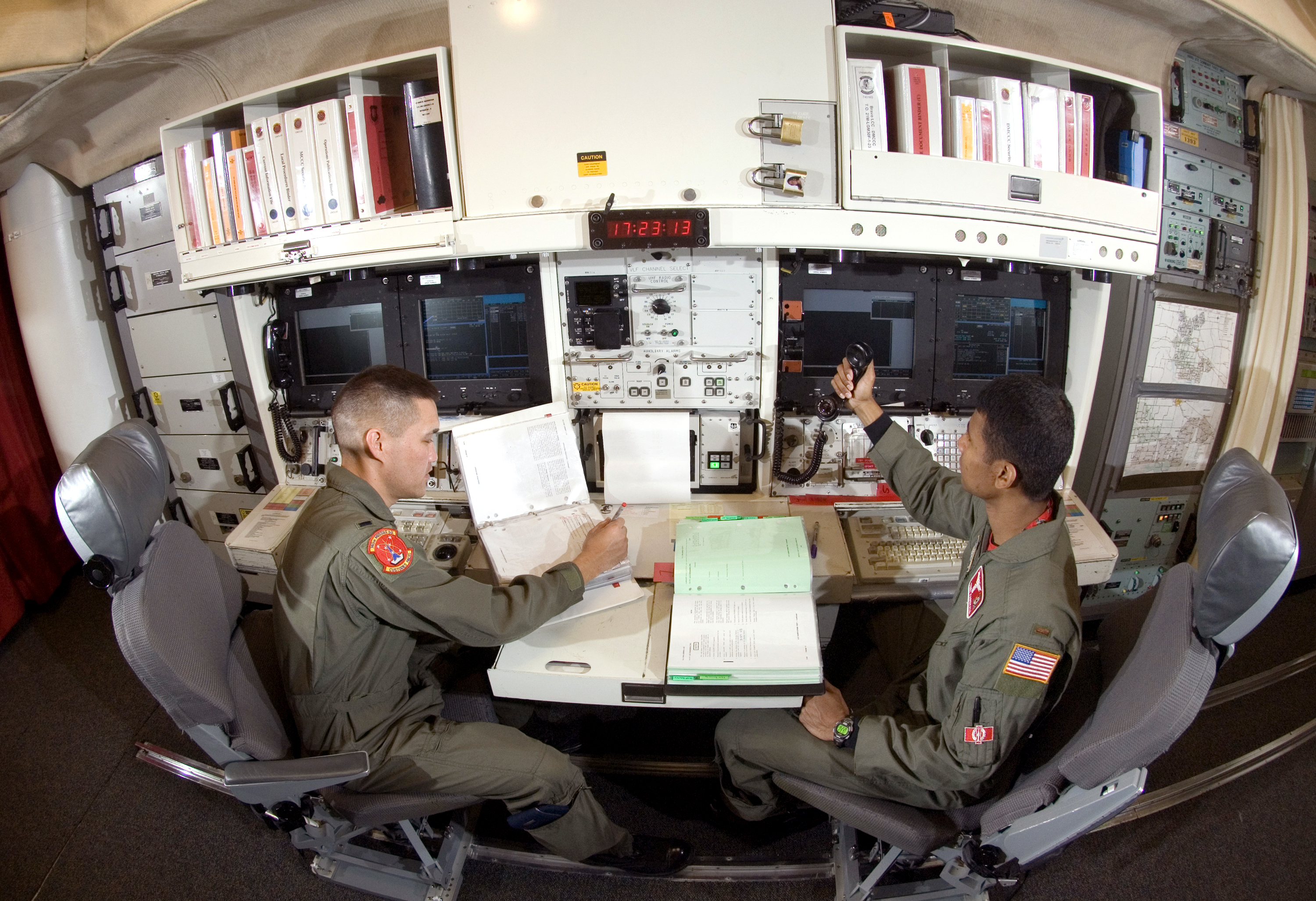
Équipage de combat de missile LGM-30 Minuteman en 2006.

En décembre 2011, elle compte 9 600 personnels chargé de 450 Minuteman III.

## Liste des missions de combat de la 20th USAAF au jour le jour
Elle participa, entre autres, à l'opération Famine. Le 14 août 1945, 754 bombardiers Boeing B-29 et 169 chasseurs partent pour ce qui sera la dernière mission de guerre de la 20th Air Force durant la Seconde Guerre mondiale.